# Marolles-sous-Lignières

Marolles-sous-Lignières este o comună în departamentul Aube din nord-estul Franței. În 1 ianuarie 2022 avea o populație de 363 de locuitori.